# Combat de Kidal (2006)
Pour les articles homonymes, voir Bataille de Kidal.
Rébellion touarègue de 2006
Le combat de Kidal se déroule le 23 mai 2006 lors de la rébellion touarègue de 2006. 

## Déroulement
Le 23 mai 2006, les rebelles de l'Alliance démocratique du 23 mai pour le changement (ADC) déclenchent la Rébellion touarègue de 2006 en menant une attaque simultanée à Kidal et Ménaka. L'attaque principale est menée à Kidal par 75 déserteurs de l'armée malienne menés par Hassan Fagaga et Ibrahim Ag Bahanga,,. Elle est lancée à cinq heures du matin et aboutit à la prise des deux camps militaires de la ville,,. Selon Hassan Fagaga, le bilan des combats est de deux morts de chaque côté. Iyad Ag Ghali, alors présent à Kidal, se joint également aux insurgés.

## Suites
À Ménaka, le chef de bataillon de la ville, Ba Ag Moussa, pille le magasin d'armement de son unité et s'enfuit en emportant armes et munitions,.
Dans la nuit du 23 au 24 mai, les rebelles évacuent les camps de Kidal et Ménaka, emportant avec eux de l'armement et des vivres puis ils se replient sur l'Adrar Tigharghar,.
Les rebelles demandent alors l'ouverture de négociations et l'établissement d'un « statut particulier » pour la région de Kidal. Le 24 mai, un porte-parole du lieutenant-colonel Hassan Fagaga publie un communiqué faisant état des revendications des rebelles : « Nous ne voulons pas la guerre, nous ne voulons pas tirer sur les gens. Ce qui est important, c'est que le gouvernement engage tout de suite des négociations. Nous nous battons pour les trois régions du nord. Parmi nous il y a des ex-militaires de l'armée régulière, il y a des ex-rebelles et des civils. Nous réclamons une gestion particulière pour ces trois régions. [...] Notre région est pauvre et nous voulons qu'elle soit vite développée. [...] Nous avons aussi des problèmes d'intégration au sein de l'armée malienne ».